# Pusiola edwardsi
Pusiola edwardsi är en fjärilsart som beskrevs av Sergius G. Kiriakoff 1958. Pusiola edwardsi ingår i släktet Pusiola och familjen björnspinnare. Inga underarter finns listade.